# إلمر جانتري (فلم)
إلمر جانتري (بالإنجليزية: Elmer Gantry) هو فيلم دراما تم إنتاجه في الولايات المتحدة وصدر في سنة 1960.

## طاقم التمثيل
- برت لانكستر

### ترشيحات وجوائز
| السنة | الحدث | الفئة            | النتيجة |
| ----- | ----- | ---------------- | ------- |
|       |       | أوسكار أفضل ممثل | فوز     |

## الميزانية والإيرادات
بلغت تكلفة إنتاج الفيلم حوالي 3 ملايين دولار بينما حقق أرباحا تقدر بـ 5.2 مليون دولار (/ Canada rentals).

## وصلات خارجية
- مقالات تستعمل روابط فنية بلا صلة مع ويكي بيانات

1. ↑  "معلومات عن إلمر جانتري (فيلم) على موقع kinenote.com". kinenote.com. مؤرشف من الأصل في 2020-10-31.
2. ↑  "معلومات عن إلمر جانتري (فيلم) على موقع filmaffinity.com". filmaffinity.com. مؤرشف من الأصل في 2020-09-27.
3. ↑  "معلومات عن إلمر جانتري (فيلم) على موقع the-numbers.com". the-numbers.com. مؤرشف من الأصل في 2020-10-31.